# جبال الألب البافارية
جبال الألب البافارية من الألمانية (Bayerische Alpen) و (بالإنجليزية: Bavarian Alps)‏ هي سلسلة جبال تقع في الجزء الشمالي الشرقي من جبال الألب حيث تشمل القسم الألماني من جبال الألب. عادة تسمى المنطقة الواقعة بين نهري الليخ والزالاخ في ألمانيا. تبعًا للتسمية الأخيرة لا تعتبر الألب الألغوية أو الألب البيرشتيسغادنية جزءً منها.

## تقسيمها وقممها

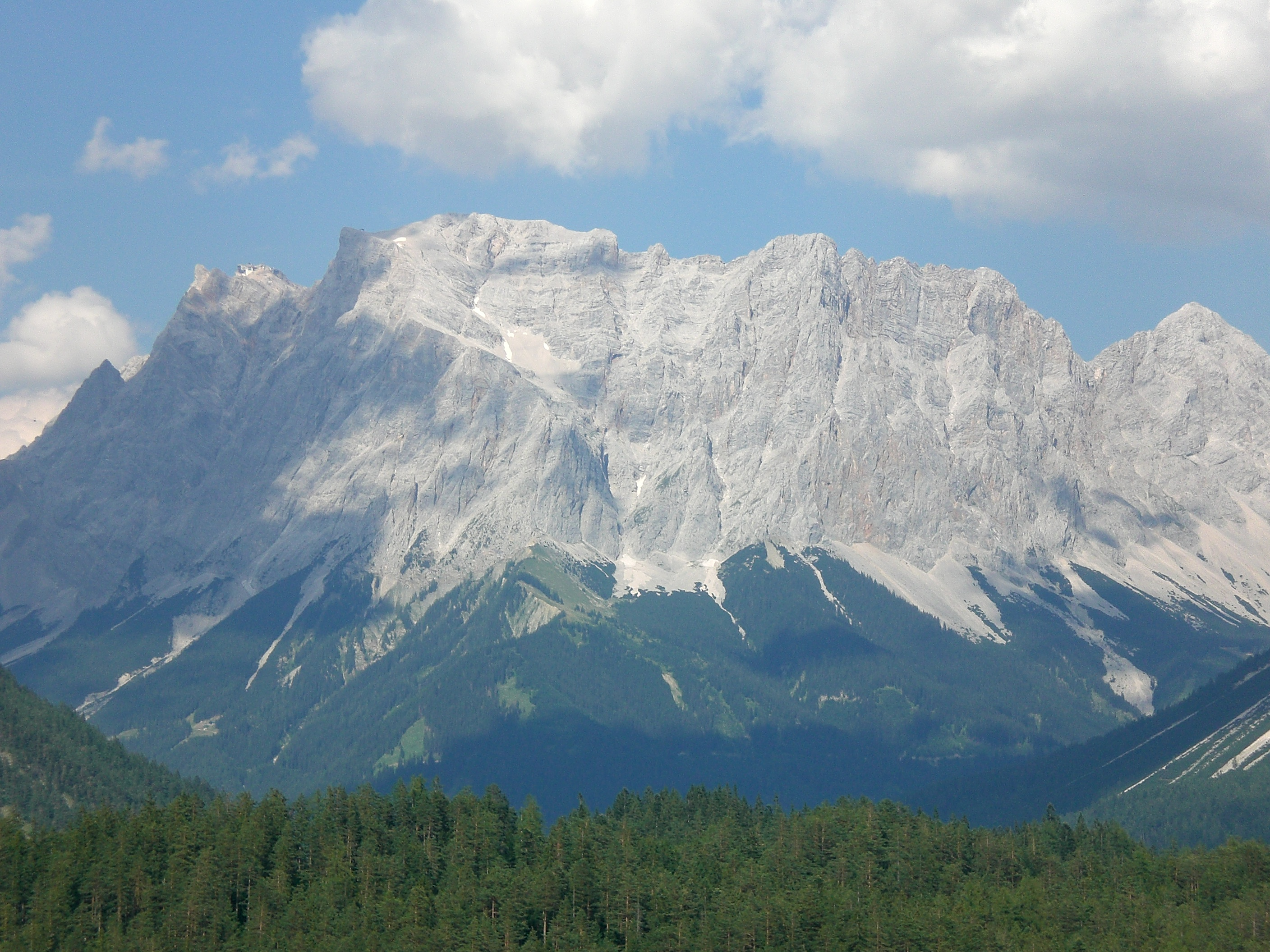
قمة تسوكشبتزة, أعلى قمة في ألمانيا

| القطعة             | لائحة | نسبة من الألب البافارية | أعلى قمة في بافاريا      | ارتفاع (m) |
| ------------------ | ----- | ----------------------- | ------------------------ | ---------- |
| Allgäu Alps        | List  | part                    | Hochfrottspitze          | 2,649      |
| Ammergau Alps      | List  | most                    | Kreuzspitze              | 2.185      |
| Wetterstein        | List  | part                    | قمة تسوغشبيتسه           | 2,962      |
| Bavarian Prealps   | List  | part                    | Krottenkopf              | 2,086      |
| Karwendel          | List  | part                    | Östliche Karwendelspitze | 2,538      |
| Chiemgau Alps      | List  | most                    | Sonntagshorn             | 1,961      |
| Berchtesgaden Alps | List  | part                    | فاتزمان                  | 2,713      |

</references group=" ">